# Den Nordiske Modstandsbevægelse
Den Nordiske Modstandsbevægelse (svensk: Nordiska motståndsrörelsen; forkortet NMR) er en nynazistisk og pan-nordisk bevægelse med afdelinger i Sverige, Norge, Danmark og Finland og Island. Bevægelsens erklærede mål er at skabe en nationalsocialistisk republik bestående af de nordiske lande og eventuelt også de baltiske lande.
Bevægelsens svenske afdeling, Den Svenske Modstandsbevægelse, blev stiftet af Klas Lund i 1997 og regnes som højreekstremistisk, selv om bevægelsen ikke selv anerkender den politiske højre-venstre-akse.[kilde mangler] NMRs politiske ideologi er nationalistisk, antisemitisk, antikapitalistisk og antikommunistisk.[kilde mangler]

## Historie
I december 1997 dannede et antal tidligere medlemmer af det svenske nynazistiske netværk Vitt Ariskt Motstånd (Hvid Arisk Modstand) organisationen Svenska Motståndsrörelsen (Den Svenske Modstandsbevægelse) sammen med ansatte på den nazistiske avis Folktribunen. Svenska Motståndsrörelsen voksede de følgende år og fusionerede i 2003 med den i Norge opståede Norske Motstandsbevegelsen. Omkring 2007 blev der også grundlagt en tilsvarende bevægelse i Finland, og i 2013 opstod der en dansk afdeling. 
Disse fire organisationer blev i 2016 lagt sammen til Den Nordiske Modstandsbevægelse, der består af særskilte afdelinger i Sverige, Finland, Norge og Danmark; den danske afdeling blev kort efter opløst, men genopstod i 2017. 
Bevægelsen blev ved dom forbudt i Finland i november 2017, men afgørelsen blev anket og forbuddet trådte derfor først i kraft 27 november 2018.

## Politik
Den Nordiske Modstandsbevægelse går ind for et øjeblikkeligt stop for den såkaldte masseindvandring til de skandinaviske lande og hjemsendelse af statsborgere af ikke-nordeuropæisk afstamning. Bevægelsen går også ind for, at Norden bliver selvforsynende og udtræder af Den Europæiske Union.

## Afdelinger
Bevægelsen har afdelinger i Sverige, Norge, Danmark, Finland og Norræna mótstöðuhreyfingin i Island. 

### Danmark
I 2013 fortalte repræsentant og medstifter af den danske afdeling Henrik Jarsbo, at han tidligere havde været medlem af Danmarks Nationalsocialistiske Bevægelse (DNSB), som han havde forladt, fordi han savnede fornyelse og en reformering af bevægelsen.

### Sverige
Den Svenske Modstandsbevægelse (svensk: Svenska Motståndsrörelsen; fork.: SMR) blev grundlagt i 1997 af Klas Lund og et par andre forhenværende medlemmer af Vitt Ariskt Motstånd, et svensk militant og nynazistisk netværk aktivt mellem 1991 og 1993, i samarbejde med ansatte fra det nynazistiske magasin Folktribunen og medlemmer af Nationell Ungdom, en nyfascistisk og racistisk organisation.
Sveriges Säkerhetspolisen har udtalt, at SMR er en central aktør i det svenske 'hvid magt'-miljø og udgør den største trussel mod landets indre sikkerhed.

#### Kriminelle medlemmer
Flere af medlemmerne har været dømt for alvorlig voldskriminalitet.[kilde mangler]
Lund har modtaget en fængselsdom for et politisk motiveret drab begået i 1986 samt domme for røverisk overfald og groft brud på våbenloven.
I september 2007 blev to unge medlemmer af SMR dømt for en række strafbare forhold, herunder vold og brud på våbenloven.
I februar 2015 blev tre SMR-medlemmer anholdt for trusler mod det svenske dagblad Expressen, der i flere dage havde undersøgt Den Nordiske Modstandsbevægelse og Svenskernes Parti. Undersøgelserne viste, at en række ledende personer fra SMR havde været mistænkt for trusler og vold, og at tre ledende personer fra det nazistiske Svenskarnas Parti var tiltalt for at have planlagt at angribe indvandrere med sten uden for en moské.